# Chevron Mountain
Chevron Mountain är ett berg i Kanada.   Det ligger i provinsen Alberta, i den centrala delen av landet, 3 100 km väster om huvudstaden Ottawa. Toppen på Chevron Mountain är 2 550 meter över havet. Chevron Mountain ingår i The Ramparts.
Terrängen runt Chevron Mountain är bergig österut, men västerut är den kuperad. Trakten runt Chevron Mountain är nära nog obefolkad, med mindre än två invånare per kvadratkilometer.. Det finns inga samhällen i närheten. 
I omgivningarna runt Chevron Mountain växer i huvudsak barrskog.